# Palanas
Palanas est une localité de la province de Masbate, aux Philippines. En 2015, elle compte 26 222 habitants.